# Cora marina
Cora marina là loài chuồn chuồn trong họ Polythoridae. Loài này được Selys mô tả khoa học đầu tiên năm 1868.